# Syndermata
Embranchement
Classification phylogénétique
- Bilatériens
  - Protostomiens
    - Chétognathes ?
    - Lophotrochozoaires
      - Ectoproctes
      - Rhombozoaires
      - Platyzoaires
        - Gnathifères
          - Syndermés

        - Gastrotriches
        - Plathelminthes

      - Phoronozoaires
      - Eutrochozoaires

    - Ecdysozoaires

  - Mésozoaires ?
  - Deutérostomiens

Les Syndermés (Syndermata) sont un embranchement qui regroupe les animaux dont la cuticule est produite par des cellules épidermiques syncytiales (présentant des amas de noyaux).

## Systématique
Il regroupe les embranchements historiques des Rotifères et des Acanthocéphales . Ces derniers étant maintenant considérés comme des rotifères parasites, le taxon Syndermata est identique à Rotifera s.l. (incluant les acanthocéphales).
D'un point de vue phylogénétique, on le décompose en :
- Lemniscea
- Monogononta

## Phylogénie
- Cladogramme des Syndermata